# Coordonnées moyennes
En astronomie, les coordonnées équatoriales moyennes se rapportent à l'équateur et à l'écliptique moyens de la date. L'équateur moyen de la date est déduit à partir d'un autre équateur moyen relatif à une autre époque par une transformée décrite par la théorie de la précession de l'axe de rotation de la Terre.

## Voir
- Coordonnées astrométriques
- Coordonnées vraies